# Attica Correctional Facility

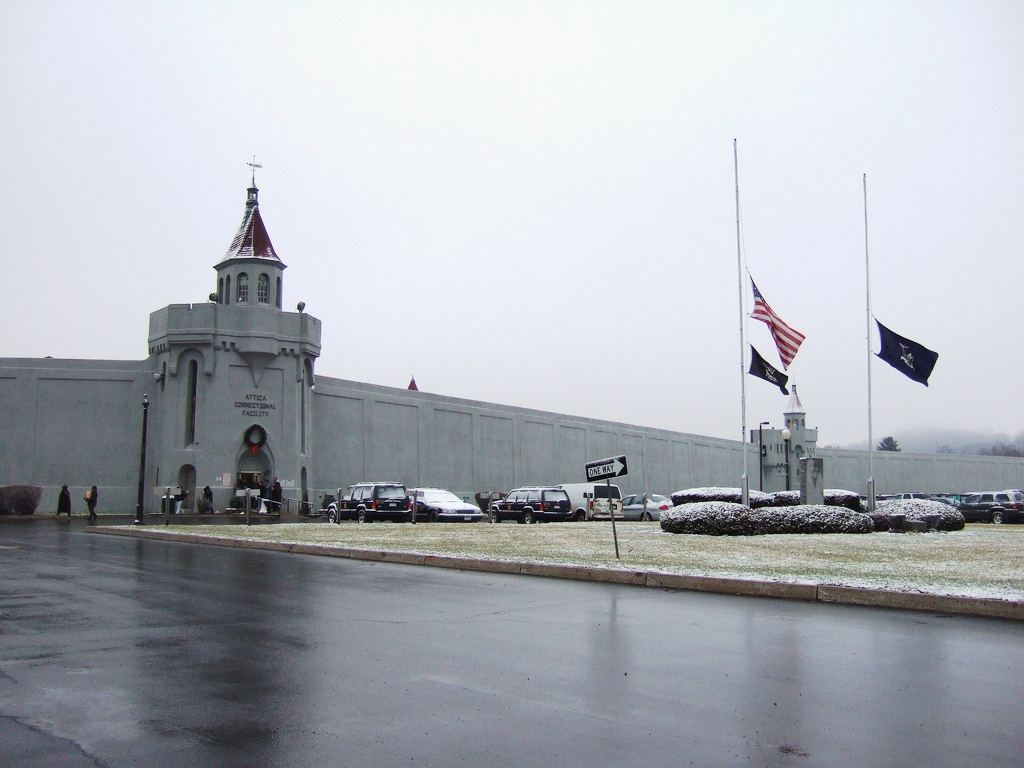
Haupteingang des Attica Gefängnisses

Die Attica Correctional Facility ist ein Hochsicherheitsgefängnis in Attica im US-Bundesstaat New York. Als Staatsgefängnis untersteht es dem New York State Department of Corrections and Community Supervision. Es wurde in den 1930er Jahren für die Inhaftierung männlicher Gefangener in der höchsten Sicherheitsstufe gebaut. Konzept des Gefängnisbetriebes ist seine spartanische Einrichtung mit härteren Haftbedingungen und die Anwendungen disziplinarischer Maßnahmen. Die Gemeinschaftsräume sind mit einer Tränengasanlage ausgestattet. 2015 waren 2240 Menschen inhaftiert, von denen 80 % Schwarze oder Latinos waren.

## Gefängnisaufstand 1971
Während eines Gefängnisaufstands 1971 kam ein Angestellter ums Leben, bei der Niederschlagung des Aufstandes 42 weitere Menschen, darunter 32 Inhaftierte und 10 Angestellte. Außerdem gab es über 80 Verletzte. Alle 10 Angestellten und alle Inhaftierten starben durch Schüsse von Staatsbeamten. Nach dem Tod von George Jackson am 21. August bei einem Fluchtversuch im Staatsgefängnis San Quentin begannen etwa 1000 der 2200 Häftlinge am 9. September den Aufstand. Die Häftlinge wollten durch den Aufstand bessere Haftbedingungen erreichen. Am Morgen des 13. September warfen Aufseher Tränengasgranaten in den Gefängnishof. Auf Anordnung von Gouverneur Nelson Rockefeller (nach Rücksprache mit Präsident Richard Nixon) wurden bewaffnete Vollzugsbeamte sowie staatliche und örtliche Polizeikräfte eingesetzt, um die Kontrolle über das Gefängnis wiederzuerlangen. Angehörige der New York State Police und Aufseher richteten für fast 60 Minuten Gewehrfeuer in den Nebel der Granaten. Während und nach der Rückeroberung des Gefängnisses, bei der auch Kollegen der Geiseln beteiligt waren, erfolgten gewaltsame Übergriffe und Folter gegen viele der Inhaftierten.
Es dauerte fast 30 Jahre, bis den Angehörigen der Verstorbenen und den Verletzten eine finanzielle Entschädigung zugesprochen wurde. Der Staat New York erklärte sich zur Zahlung von acht Millionen Dollar bereit, allerdings ohne ein Schuldanerkenntnis abzugeben.

## Berüchtigte Insassen
- David Berkowitz, Serienmörder, verbüßte einen Großteil seiner Strafe hier; seither sitzt er im Sullivan Correctional Facility in Woodbourne, New York, ein.
- H. Rap Brown, Anführer der Black Panther Party, war von 1971 bis 1976 inhaftiert.
- Mark David Chapman ermordete 1980 John Lennon und wurde zu einer Strafe von 20 Jahren bis lebenslang verurteilt. Sieben Gnadengesuche wurden bisher abgewiesen.
- Edward Cummiskey, Mörder der Westies-Bande in den 1970er Jahren.
- Dean Faiello, Frauenmörder.
- Jimmy Caci, Caporegime der Los-Angeles-Mafia-Familie, saß acht Jahre in Attica.
- Colin Ferguson, Massenmörder, wurde zu mehrmals lebenslänglich verurteilt.
- Kendall Francois, Mörder von acht Prostituierten, wurde zu lebenslanger Haft ohne Möglichkeit der Begnadigung verurteilt.
- Sam Melville, mehrfacher Bombenleger in New York City in 1969, wurde während des Aufstandes 1971 erschossen.
- Willie Sutton, Bankräuber, der zwischen den 1920ern und 1952 100 Banken ausgeraubt hat.

## Popkultur
Attica wird in verschiedenen Filmen, Fernsehserien und Liedtexten erwähnt. Nas rappt in If I ruled the world: “I'd open every cell in Attica, send them to Africa.” Bob Dylan erwähnt das Gefängnis in seinem Album Desire (1976). Im Song Joey, der die Geschichte des New Yorker Gangsters Joseph Gallo erzählt, heißt es: “He did ten years in Attica reading Nietzsche and Wilhelm Reich”. Weitere solche Referenzen gibt es in Liedern von Mobb Deep, Busta Rhymes und in Some Time in New York City von John Lennon, dessen Mörder hier einsitzt. Sowohl in den Filmen Goodfellas, Carlito’s Way und Hundstage, als auch in der Fernsehserien ALF, The Sopranos, The King of Queens und Law & Order: Special Victims Unit wurde Attica in die Handlung integriert.
Der Aufstand von 1971 wird in dem Lied Rubber Bullets von 10cc und The Hostage von Tom Paxton thematisiert. Zudem wurde der Aufstand in Against the Wall mit Samuel L. Jackson, Kyle MacLachlan und Clarence Williams III, in dem gleichnamigen Film Attica mit Morgan Freeman sowie von Euzhan Palcy in The Killing Yard mit Alan Alda verfilmt. Für das Fernsehen verfilmte Marvin J. Chomsky den Aufstand unter dem Titel Attica – Revolte hinter Gittern. Paul Auster nutzt in seinem Roman 4 3 2 1 den Gefängnisaufstand als Hintergrund für die Geschichte seiner Figur Archie Ferguson und beschreibt einen Teil der Geschichte von Sam Melville.

## Film
- Attica, Dokumentarfilm von Cinda Firestone, 1974
- Ghosts of Attica, Dokumentarfilm von Brad Lichtenstein, 2001
- Betrayal at Attica, Dokumentarfilm von Michael J. Hull, produziert für HBO, 2021
- Attica, Dokumentarfilm von Traci Curry und Stanley Nelson, produziert für Showtime, 2021